# Tepetzintla, Atzalan
Tepetzintla är en ort i Mexiko.   Den ligger i kommunen Atzalan och delstaten Veracruz, i den sydöstra delen av landet, 210 km öster om huvudstaden Mexico City. Tepetzintla ligger 1 257 meter över havet och antalet invånare är 208.
Terrängen runt Tepetzintla är huvudsakligen kuperad, men västerut är den bergig. Runt Tepetzintla är det ganska tätbefolkat, med 129 invånare per kvadratkilometer. Närmaste större samhälle är Teziutlan, 17,4 km väster om Tepetzintla. I omgivningarna runt Tepetzintla växer i huvudsak städsegrön lövskog.